# Gerolzhofen
Gerolzhofen ist eine Stadt im unterfränkischen Landkreis Schweinfurt und der Sitz der Verwaltungsgemeinschaft Gerolzhofen. Die ehemalige Kreisstadt des 1972 aufgelösten Landkreises Gerolzhofen ist als Mittelzentrum ausgewiesen und die einzige Stadt im Landkreis Schweinfurt, aber nach Einwohnern nur fünftgrößte Kommune. Die vier größeren Gemeinden liegen alle im Schweinfurter Ballungsraum.

## Geographie

### Geographische Lage
Die Stadt liegt am nordwestlichen Rand des Steigerwaldes im Naturraum des Steigerwaldvorlandes etwa 18 Kilometer südöstlich von Schweinfurt. Das Klima ist gemäßigt, durch die leichte Staulage am Steigerwald fällt im Gerolzhöfer Raum eine Jahresniederschlagsmenge von circa 650 mm, während es im angrenzenden Schweinfurter Becken bis zu 100 mm weniger Niederschlag pro Jahr gibt. Wegen kontinentaler Einflüsse sind heiße Sommer mit bis zu 35 Grad Celsius am Tage möglich, oft relativ trocken, dennoch unterbrochen durch gelegentliche recht heftige Gewitter mit Starkregenereignissen. Ebenso sind kalte Winter mit einer eher dünnen Schneeschicht aber des Öfteren weit unter minus 10 Grad Celsius in den Nächten zu beobachten.

### Nachbargemeinden
Nachbargemeinden sind (von Norden beginnend im Uhrzeigersinn): Sulzheim, Dingolshausen, Oberschwarzach, Frankenwinheim und Lülsfeld.

### Gemeindegliederung
Es gibt vier Gemeindeteile (in Klammern ist der Siedlungstyp angegeben):
- Gerolzhofen (Hauptort)
- Klesenmühle (Weiler)
- Lindelachshof (Gut)
- Rügshofen (Dorf)

Es gibt die Gemarkungen Gerolzhofen (nur Gemarkungsteil 1) und Rügshofen.

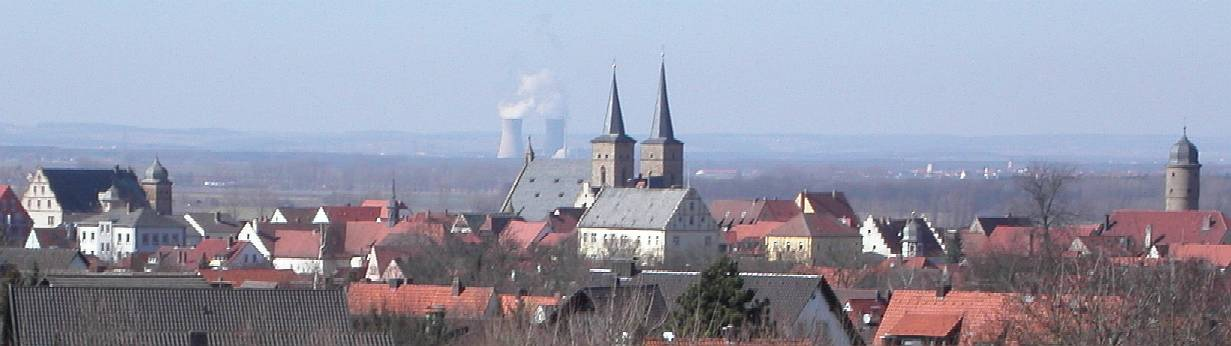
Stadtansicht von Südosten, mit den Kühltürmen des 2015 stillgelegten Kernkraftwerks Grafenrheinfeld, die 2024 gesprengt wurden. Rechts davon, am Horizont die Rhön (im Dunst)

## Geschichte

### Bis zur Gemeindegründung
Aus vorgeschichtlicher Zeit wurde im Jahr 1994 ein Siedlungsgehöft der Großromstedter Kultur ausgegraben, das wohl Teil einer landwirtschaftlich geprägten Streusiedlung war und in dem diverse Keramikgefäße gefunden wurden. Der Bauernhof bestand aus einem etwa 14 Meter langen Wohnstallhaus, einem zum Schutz des darin Gelagerten auf Stelzen stehenden Speicher sowie einem wohl der Wollverarbeitung dienenden Grubenhaus. Im Umfeld dieser Gebäude wurden außerdem ein Back- und ein Kalkbrennofen, eine Lehmgrube sowie eine Vorratsgrube für kühl zu lagernde Lebensmittel gefunden.

### Siedlung in Gerolzhofen
Die Siedlung Gerolzhofen wurde erstmals zwischen 750 und 779 in einer späteren Abschrift (12. Jahrhundert) einer Schenkungsurkunde des Klosters Fulda genannt. Als Namensgeber gilt der Udalrichinger Gerold II. Die Stadtwerdung des befestigten Ortes in der zweiten Hälfte des 13. Jahrhunderts geht aus einer Ebracher Urkunde, in der er 1296 als „oppidum“ erwähnt wurde, hervor. 1345 wurde Gerolzhofen erstmals bei der Verlegung eines Weinmarktes von Dingolshausen als „Stadt“ erwähnt. Zwischen 1500 und 1806 lag die Stadt im Fränkischen Reichskreis.
In der zweiten Hälfte des 16. Jahrhunderts war mehr als die Hälfte der Stadtbevölkerung evangelisch. Durch das rigide konfessionspolitische Vorgehen des Würzburger Bischofs Julius Echter von Mespelbrunn wurde das Jahr 1586 jedoch zum Wendepunkt in der Konfessionsgeschichte Gerolzhofens: Die überwiegende Mehrheit der Stadtbewohner wurde katholisch oder verließ die Stadt. Seitdem kann Gerolzhofen als katholische Stadt gelten. Heute existiert in der Erlöserkirche am Rande der Altstadt wieder eine kleine evangelische Gemeinde.
Im Jahr 1631 wurde das benachbarte Dorf Lindelach von schwedischen Truppen zerstört. Die Bevölkerung des Ortes siedelte nach Gerolzhofen über und bildete dort ab 1818 eine eigenständige Gemeinde.

### Hexenprozesse in Gerolzhofen
Unter der Regierung des Würzburger Fürstbischofs Philipp Adolf von Ehrenberg starben über 900 der Hexerei angeklagte Menschen durch Hinrichtung und Folter. Im würzburgischen Gerolzhofen war ein Hauptgerichtsplatz. Von 1615 bis 1619 wurden 261 Personen wegen Hexerei hingerichtet. Viele starben vor ihrer Verurteilung an den Folgen der Folter im Hexenturm und Centgefängnis.
Zur Zeit der Hexenverfolgungen wurden in Gerolzhofen Scheiterhaufen zur Verbrennung der meisten der Verurteilten errichtet. Zeitweilig wurden so viele Menschen Opfer der Hexenprozesse, dass die Wirtschaft ernsthaft gefährdet war.

### Zeit des Nationalsozialismus
Am 6. April 1945 kam es zum sogenannten „Frauenaufstand“ gegen die örtliche nationalsozialistische Führung.

### Kommunale Neuordnung
Im Zuge der kommunalen Neuordnung Bayerns wurde der Landkreis Gerolzhofen am 1. Juli 1972 aufgelöst und die Stadt verlor den Status einer Kreisstadt. Am 1. Januar 1978 wurde das Nachbardorf Rügshofen im Rahmen der Gebietsreform in Bayern eingemeindet.

### Einwohnerentwicklung
Im Zeitraum 1988 bis 2018 stieg die Einwohnerzahl von 6446 auf 6889 um 443 Einwohner bzw. um 6,9 %. 1996 hatte die Stadt 7027 Einwohner.
Quelle: BayLfStat

## Politik

### Stadtrat
Nach der Kommunalwahl vom 2. März 2008 verteilen sich die 20 Sitze des Stadtrates folgendermaßen auf die einzelnen Gruppierungen:
| Partei / Liste | CSU     | SPD     | FW      | REP    | geo-net. | Die Jungen | Gesamt   |
| -------------- | ------- | ------- | ------- | ------ | -------- | ---------- | -------- |
| Sitze          | 8 Sitze | 4 Sitze | 5 Sitze | 1 Sitz | 1 Sitz   | 1 Sitz     | 20 Sitze |

Nach der Kommunalwahl vom 16. März 2014 verteilen sich die 20 Sitze des Stadtrates folgendermaßen auf die einzelnen Gruppierungen:
| Partei / Liste | CSU     | SPD     | FW      | geo-net. | Die Jungen | Bürger für GEO | Gesamt   |
| -------------- | ------- | ------- | ------- | -------- | ---------- | -------------- | -------- |
| Sitze          | 7 Sitze | 4 Sitze | 4 Sitze | 3 Sitze  | 1 Sitz     | 1 Sitz         | 20 Sitze |

Bei der Stadtratswahl am 15. März 2020 erreichten die vier Wahlvorschläge folgende Stadtrats-Sitze und Stimmen-Anteile:
| Partei / Liste | CSU     | SPD     | FW      | geo-net. | Gesamt   |
| -------------- | ------- | ------- | ------- | -------- | -------- |
| Sitze          | 7 Sitze | 4 Sitze | 5 Sitze | 4 Sitze  | 20 Sitze |
| Stimmenanteil  | 33,71 % | 20,17 % | 28,08 % | 18,04 %  | 100,00 % |

### Bürgermeister
Erster Bürgermeister ist seit dem 1. Februar 2013 Thorsten Wozniak (CSU), der sich am 7. Oktober 2012 in der Stichwahl mit 60,3 Prozent gegen die damalige Amtsinhaberin Irmgard Krammer (Freie Wähler) durchsetzte. Wozniak wurde am 15. März 2020 mit 84,1 % der Stimmen für weitere sechs Jahre gewählt.

### Wappen
| Wappen von Gerolzhofen | Blasonierung: „In Rot drei gekürzte silberne Spitzen.“ |
| Wappen von Gerolzhofen | Wappenbegründung: Aus dem Jahr 1359 ist der Abdruck eines Stadtsiegels überliefert, das um 1330/40 entstanden ist. Es enthält im Schild die drei gekürzten Spitzen, den Fränkischen Rechen, der seit dieser Zeit als das Zeichen der Stadt Gerolzhofen gilt. Er ist das Wappen des Würzburger Domkapitels und nachweisbar seit dem 14. Jahrhundert auch des Hochstifts und deutet auf die lang währende Verbindung der Stadt zum Würzburger Hochstift hin. Als im 19. Jahrhundert Hinweise auf einstige Territorialherrschaften unerwünscht waren, wurde auch das Wappen von Gerolzhofen geändert und in die bayerischen Landesfarben umtingiert. Seit 1818 standen die silbernen Spitzen in blauem Feld. Die Wiederannahme der historisch richtigen Farben erfolgte 1949. Im Schrifttum des 19. Jahrhunderts erscheint das Wappen auch in den Farben Gold und Rot. |

### Wahl- und Stimmkreis
Gerolzhofen gehört zum Bundestagswahlkreis Schweinfurt und zum Stimmkreis Kitzingen bei Wahlen zum Bayerischen Landtag und zu den Bezirkstagen sowie bei Volksentscheiden.

### Städtepartnerschaften
Es bestehen Städtepartnerschaften zu
- Mamers in Frankreich, Département Sarthe, seit 1972

- Elek in Ungarn, Komitat Békés, seit 2008

- Rodewisch in Deutschland, Sachsen, seit 1992

- Scarlino in Italien, Toskana, seit 2002[14]

- Sè (Mono) in Benin (Partnerstadt zusammen mit Mamers)[15]

Darüber hinaus bestehen freundschaftliche Beziehungen zu
- Sankt Oswald-Riedlhütte in Deutschland, Bayerischer Wald

- Wielka Wieś (Główczyce) in Polen

### Patenschaft
- Im Jahre 1992 wurde die Patenschaft für die vertriebenen Sudetendeutschen aus der Stadt und dem Kreis Bilin übernommen.[16][17]

## Kultur und Sehenswürdigkeiten

### Museen
- Stadtmuseum im Alten Rathaus mit Dauerausstellung Vom armen Schneiderlein zur Kleiderfabrik – Welterfolg Nähmaschine. Entwicklung des Nähens verknüpft mit der lokalen Geschichte Gerolzhofens. Weitere Abteilungen: Original eingerichtetes Klassenzimmer mit Ausstellung von Gegenständen rund um den Unterricht. Sammlung von Exponaten der Volksfrömmigkeit, Haus- und Hofgeräte sowie verschiedenes Handwerkszeug aus der Stadt.
- Museum Johanniskapelle Kunst und Geist der Gotik (siehe Friedhofskapelle)

### Bauwerke

#### Kirche

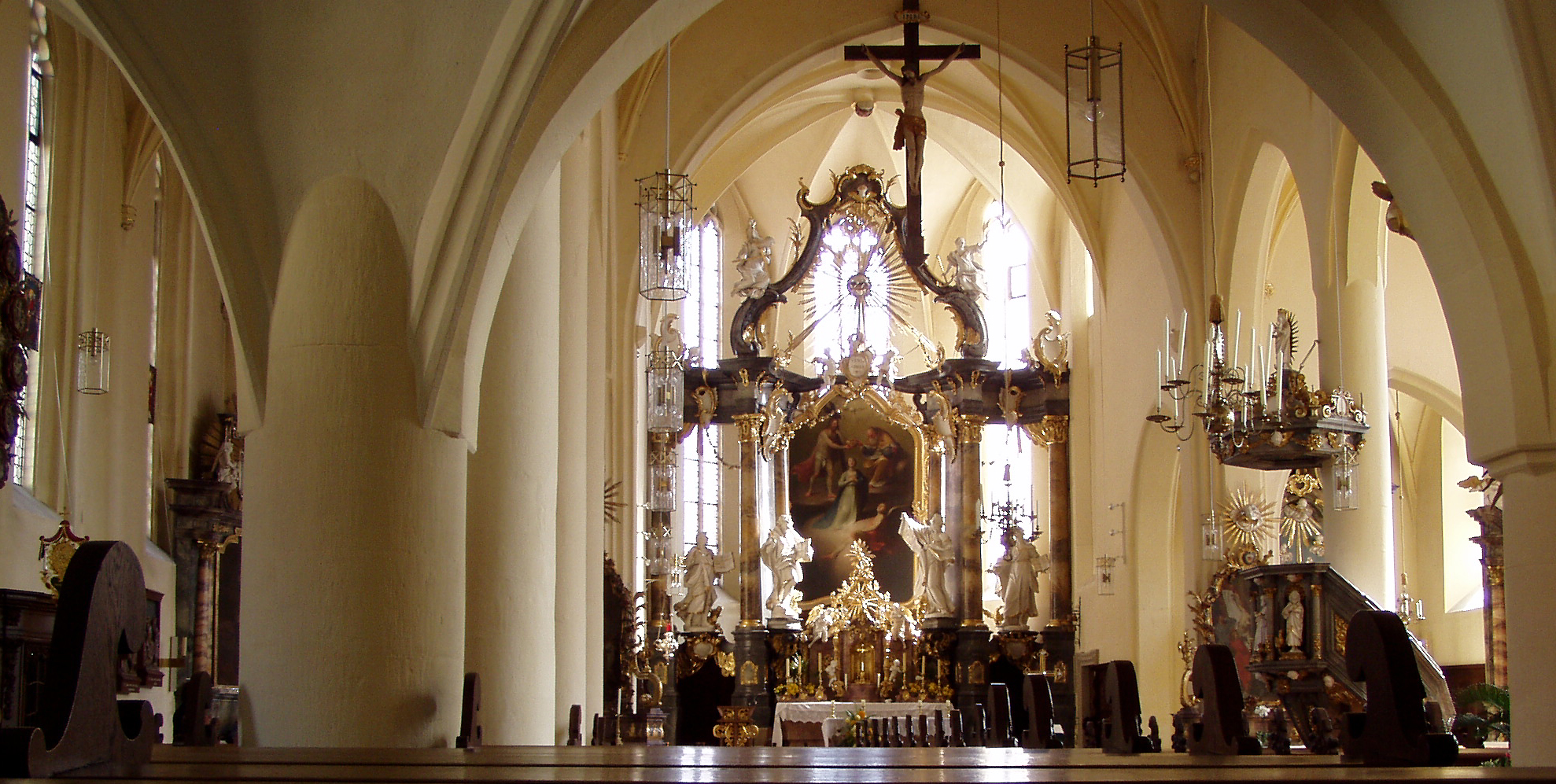
Blick in den Chorraum der Gerolzhöfer Stadtpfarrkirche

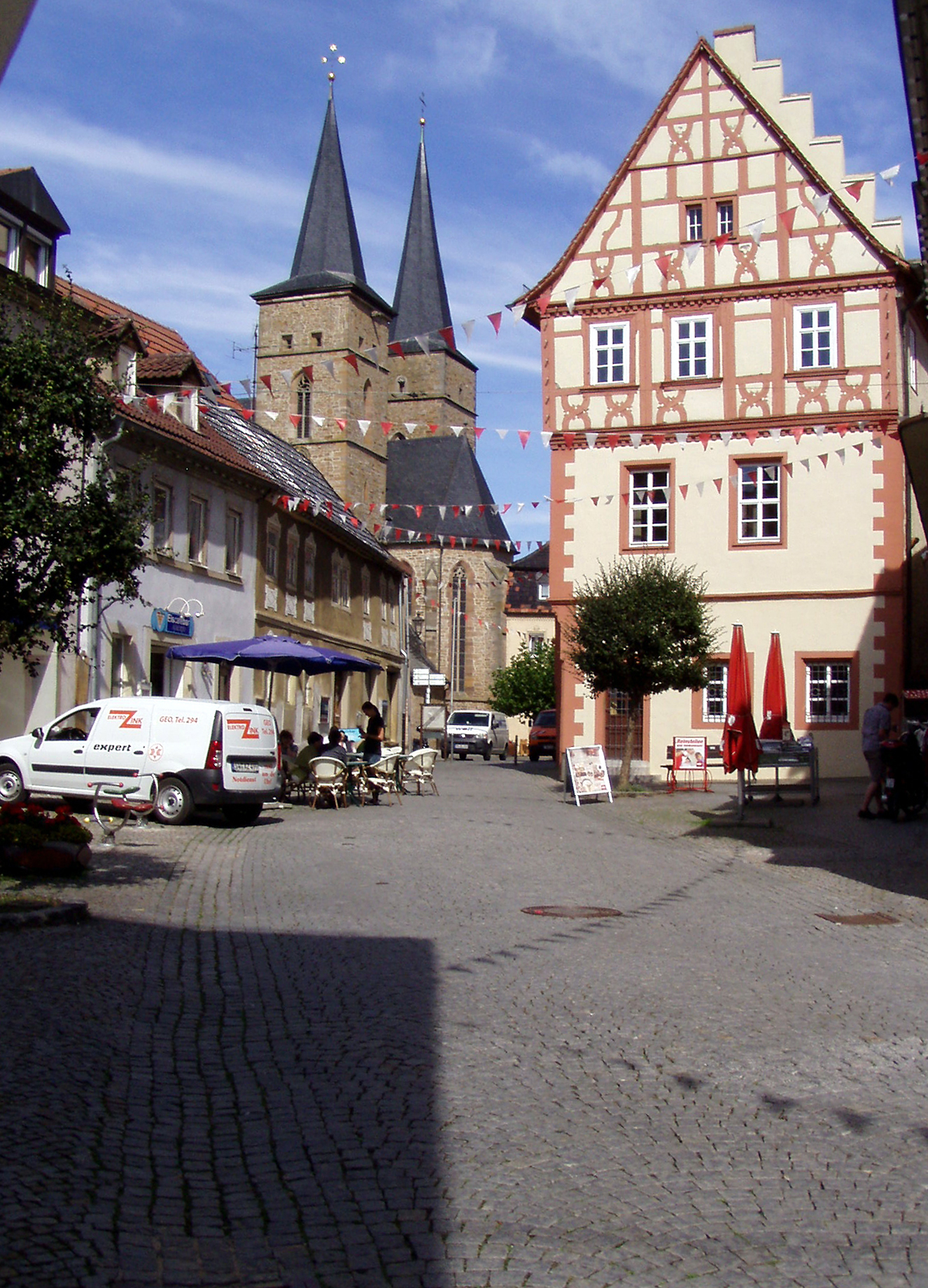
Innenstadt Gerolzhofen mit Stadtpfarrkirche

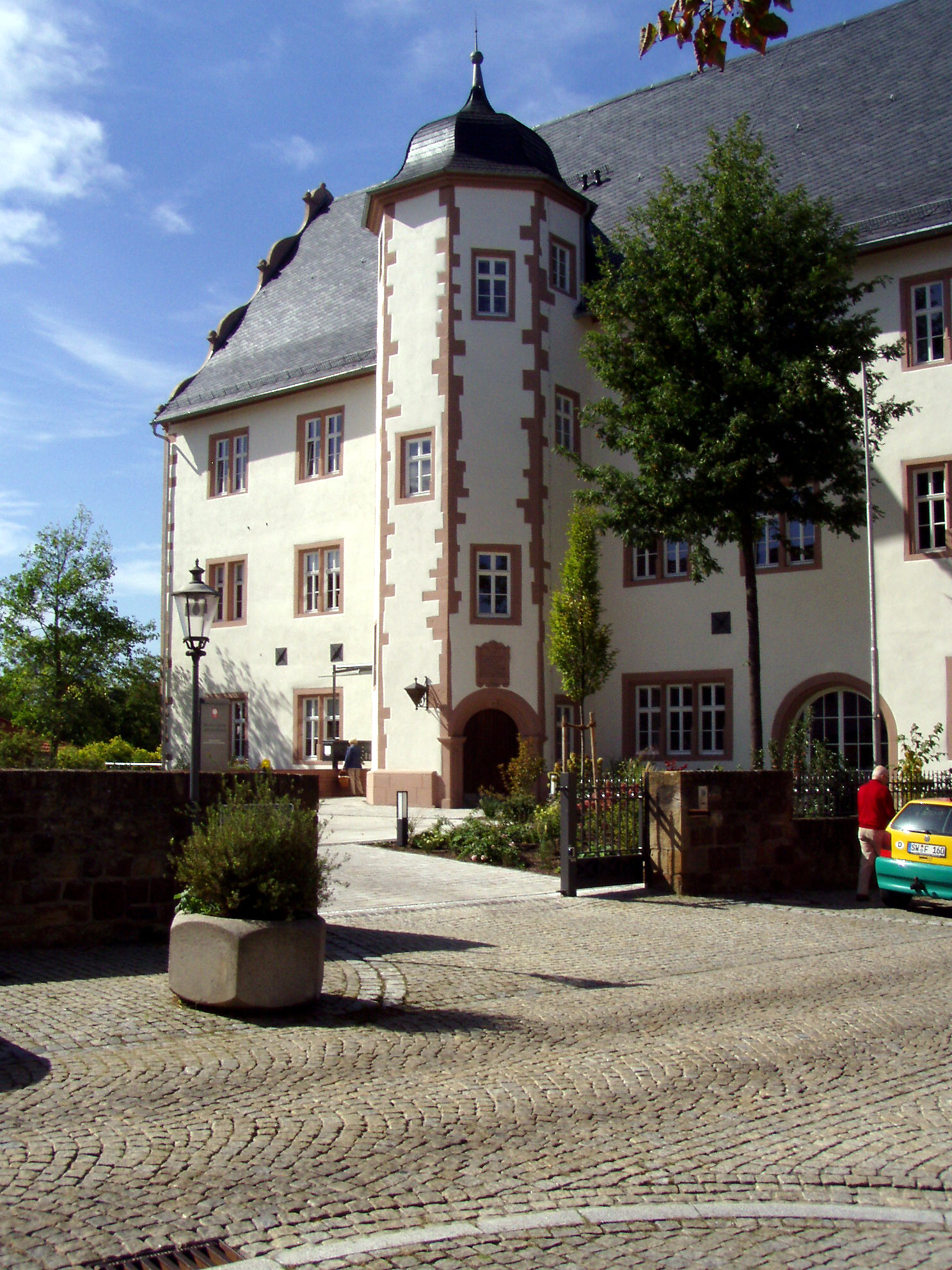
Die Alte Vogtei in Gerolzhofen

Die katholische Stadtpfarrkirche St. Maria de Rosario, auch Steigerwalddom genannt, wurde von 1436 bis 1479 erbaut. Die Innenausstattung zeigt eine barocke Maria im Strahlenkranz umgeben von einem doppelten Rosenkranz, deren Krone zwei spätgotische Engel aus der Riemenschneiderschule halten. Der Hochaltar (um 1764) des Würzburger Hofbildhauers Johann Peter Wagner sowie das Altarbild Krönung Mariens aus der Hand des Würzburger Hofmalers Christoph Fesel zieren das Hauptschiff der Kirche. Die Seitenaltäre der Turmkapellen stammen ebenfalls von Johann Peter Wagner. Darüber hinaus ist eine achteckige Kanzel (1705/06) mit spätgotischen Holzfiguren der vier Evangelisten und Christus Salvator in den Nischen sowie eine Muttergottes mit Kind auf dem Schalldeckel aus der gleichen Zeit zu finden. Im südlichen Seitenschiff zieren Glasgemälde aus der Bauzeit der Kirche den Innenraum als ikonographische Besonderheit: Eine Muttergottes mit Kind sowie die Darstellung des Kirchenbaus mit Bauarbeitern, Marktplatz und umgebender Mauer.

#### Weitere Bauwerke

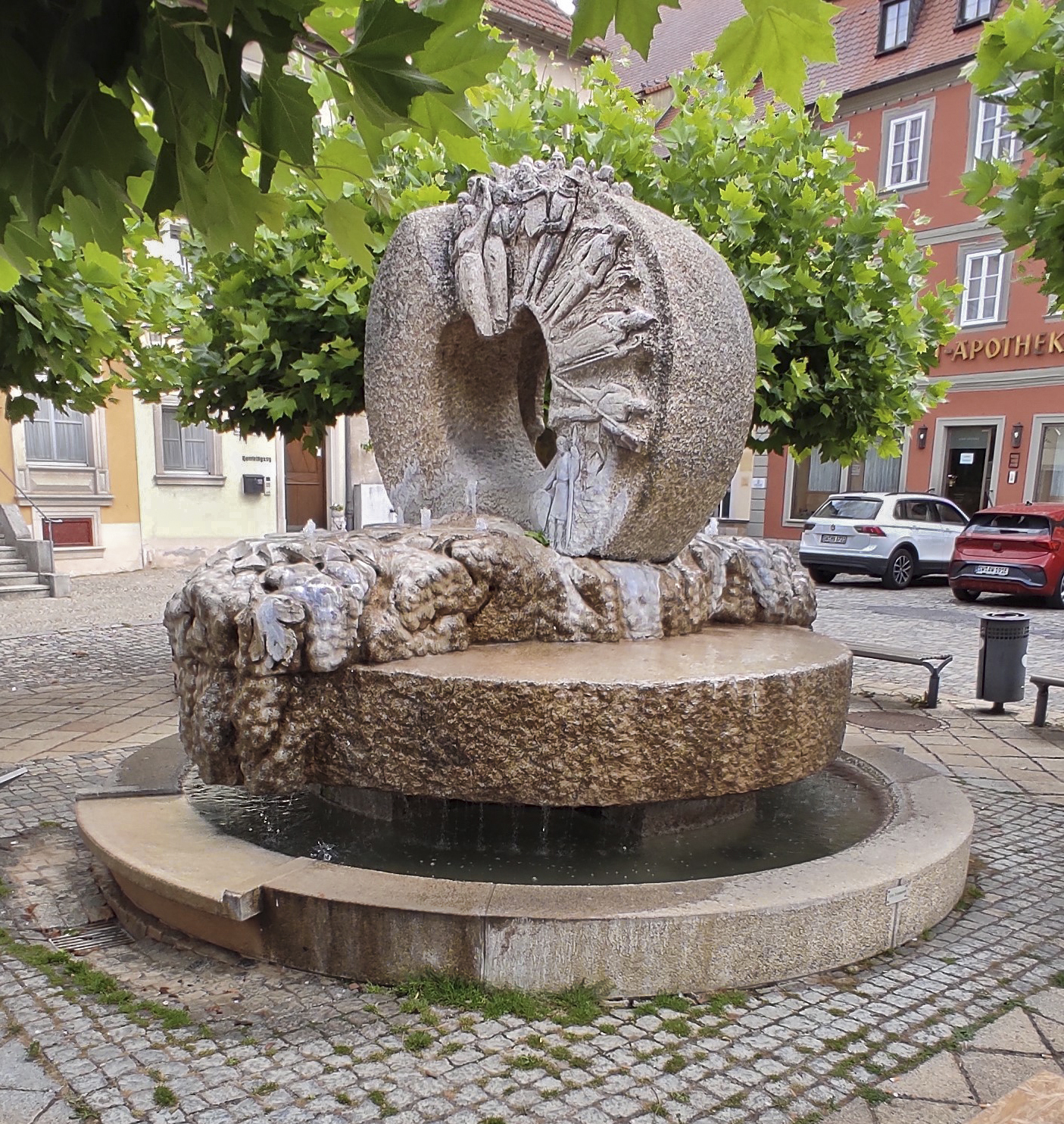
Der Marktplatzbrunnen des Künstlers Manfred Reinhart. Die abgebildeten Figuren stellen Personen dar, die einst wichtige Rollen in der Geschichte Gerolzhofens spielten

- ehemalige zweigeschossige Friedhofskapelle mit Karner, erbaut ab 1497; heute Museum Johanniskapelle Kunst und Geist der Gotik mit angrenzendem barocken Mesnerhaus, eingerichtet und konzipiert durch das Kunstreferat der Diözese Würzburg in der Trägerschaft der Stadt Gerolzhofen mit zahlreichen Werken aus Stadt und Pfarrei sowie den Kunstsammlungen der Diözese, unter anderem mit Skulpturen von Tilmann Riemenschneider und seiner Werkstatt
- Altes Rathaus, 1475 erbaut; markanter dreigeschossiger Bau mit gotischen Treppengiebeln, seit 1984 als Stadtmuseum genutzt
- Marktplatz mit modernem Marktbrunnen, errichtet im Jahre 1999
- Stadtbefestigung mit doppeltem Mauerring, mehreren Ecktürmen der äußeren Befestigung, Weißem Turm und Eulen- oder Hexenturm des Inneren Ringes
- ehemaliges Oberamtshaus, Renaissancebau mit Schneckenvolutengiebeln, 1580 von Fürstbischof Julius Echter erbaut, heute Sitz der Verwaltungsgemeinschaft
- Bürgerspital mit Spitalkirche St. Vitus, 1402 gestiftet
- jüdischer Friedhof von 1639

### Sport
- Der TV Gerolzhofen[18] ist ein Mehrspartensportverein mit elf Abteilungen, dessen Männerhandballer in der Vergangenheit mehrere Jahre der bayerischen Landesliga (5. Liga) angehörten.

### Freizeiteinrichtungen
- Allgemeiner Hundeverein Gerolzhofen[19]
- Freizeitbad Geomaris[20]
- Takka-Tukka Abenteuerland[21]
- Trimm-dich-Pfad Gerolzhofen[22]
- Modellflugplatz Gerolzhofen[23]
- Kartbahn Steigerwald-Motodrom Gerolzhofen[24]
- Jugendhaus/Jugendzentrum Gerolzhofen[25]
- Freizeitpark Gerolzhofen (Skateplatz, Pumptrack, Streetballfeld und Calisthenics-Anlage)[26]

### Regelmäßige Veranstaltungen
- Frühlingsfest (März)
- Spargel- und Weinmarkt (April)
- Weinbergswanderung und Weinfest im Grünen an der Gertraudiskapelle (1. Mai)
- Gerolzhöfer Kulturtage (Mai)
- Gerolzhöfer Gesundheitstage (Juni)
- Kunst und Kulinarisches („Alleefest“) (Juni)
- Schützenfest (Juli)
- Gebietsweinfest Steigerwald auf dem Marktplatz (Frankens größte Weinstube, Juli)
- Geo live Night, das Gerolzhöfer Kneipenfestival
- Herbstfest (Oktober)

## Wirtschaft und Infrastruktur

### Verkehr

#### Straßenverkehr
Durch die Bundesstraße 286 ist Gerolzhofen an die Autobahnen A 3 und A 70 angeschlossen.
Gerolzhofen ist über mehrere ÖPNV-Buslinien mit der Region und dem circa 20 Kilometer entfernten Oberzentrum Schweinfurt verbunden. Ab Schweinfurt besteht Anschluss an den Schienenpersonenverkehr.
Es gibt ein ortsübergreifendes ausgeschildertes Radwegenetz. In Gerolzhofen selbst ist das Fahrradfahren auf Grund der relativ flachen Topographie und der geringen Verkehrsstärke ohne Probleme möglich. Die kompakte Siedlungsfläche Gerolzhofens und die damit verbundenen kurzen Distanzen begünstigen die Nutzung des Fahrrads als alltägliches Transportmittel.
Durch Gerolzhofen führt der Fränkische Marienweg.

#### Bahnstrecke Kitzingen-Schweinfurt

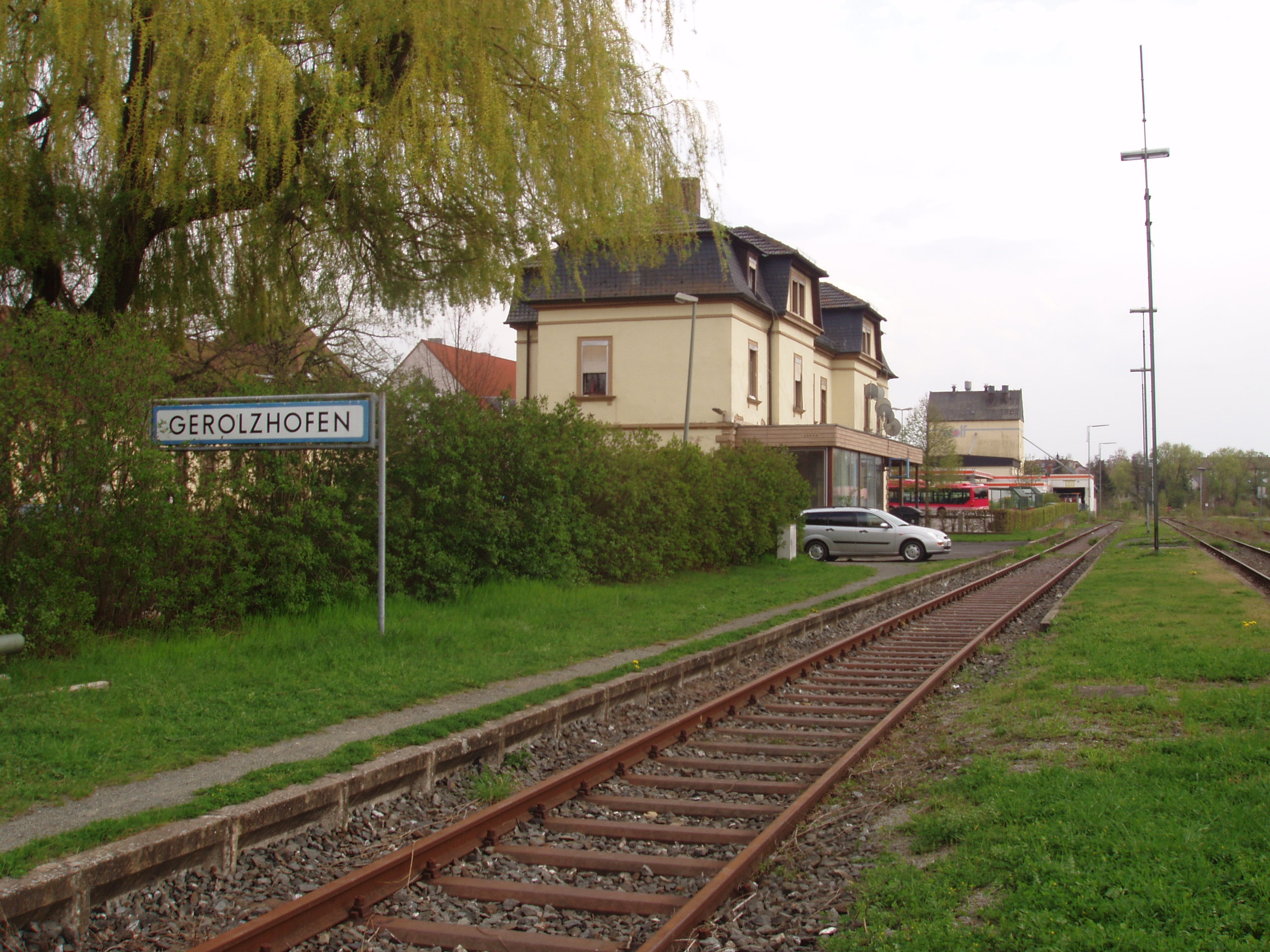
Der ehemalige Bahnhof in Gerolzhofen

Mit dem ausgehenden 19. Jahrhundert erhielt Gerolzhofen einen Anschluss an das bayernweite Eisenbahnnetz. 1893 wurde der Abschnitt Kitzingen-Gerolzhofen der sogenannten Steigerwaldbahn (auch Untere Steigerwaldbahn) fertiggestellt und Gerolzhofen wurde mit einem Bahnhof ausgestattet. Die Nebenbahn wurde ab 1903 bis zum Schweinfurter Hauptbahnhof verlängert. Somit war sie eine der längeren Nebenstrecken in Deutschland.
Seit den 1980er Jahren begann man den Verkehr auf der Strecke zu reduzieren. 1981 fuhren zwischen Gerolzhofen und Kitzingen nur noch Personenbusse, der Güterverkehr wurde Mitte 2006 aufgegeben. Seit längerer Zeit gibt es Initiativen zur Reaktivierung des Personenverkehrs auf der stillgelegten Strecke. Anfang 2019 entbrannte ein heftiger, bis heute andauernder Streit über die Ausgestaltung der Wiederinbetriebnahme der Steigerwaldbahn, welcher zum Politikum wurde.

### Öffentliche Einrichtungen

#### Behörden und Ämter
Nach der Gebietsreform 1972 behielt Gerolzhofen zunächst einige überörtliche Behörden, die jedoch nach und nach geschlossen wurden. Das Amtsgericht wurde 1973 aufgehoben beziehungsweise in eine Zweigstelle des Amtsgerichts Schweinfurt umgewandelt und 2015 ganz aufgelöst. Im Justizgebäude ist seit 2018 das Zentralarchiv der Schweinfurter Justiz untergebracht. Als einzige überörtlichen Einrichtungen bestehen noch die Polizeiinspektion.

#### Bildungseinrichtungen
Obwohl Gerolzhofen laut Regionalplan als bevorzugt zu entwickelndes Mittelzentrum klassifiziert ist, fehlt ein voll ausgebautes Gymnasium. Die Stadt Gerolzhofen ist Mitglied im Zweckverband Bayerische Landschulheime.
Folgende Bildungseinrichtungen sind vorhanden:
- ein katholischer Kindergarten an zwei Standorten (Kinderhaus für Zwei- bis Fünfjährige, Vorschulhaus mit Hort)
- ein Waldkindergarten
- eine Grundschule (zwei Standorte)
- eine Mittelschule
- die Ludwig-Derleth-Realschule
- die Außenstelle des Franken-Landschulheims Schloss Gaibach (Gymnasium 5.–10. Jahrgangsstufe)
- eine Sprach-Förderschule
- die Volkshochschule der Stadt Gerolzhofen
- die Musikschule, Außenstelle der Musikschule Schweinfurt

### Wirtschaft
Ansässige Großunternehmen und gleichzeitig die größten Arbeitgeber am Ort sind:
- Compagnie de Saint-Gobain (Schleifmittel)
- Aryzta AG (ehemals Hiestand, Backwaren)
- Geomed-Kreisklinik

### Rundfunk

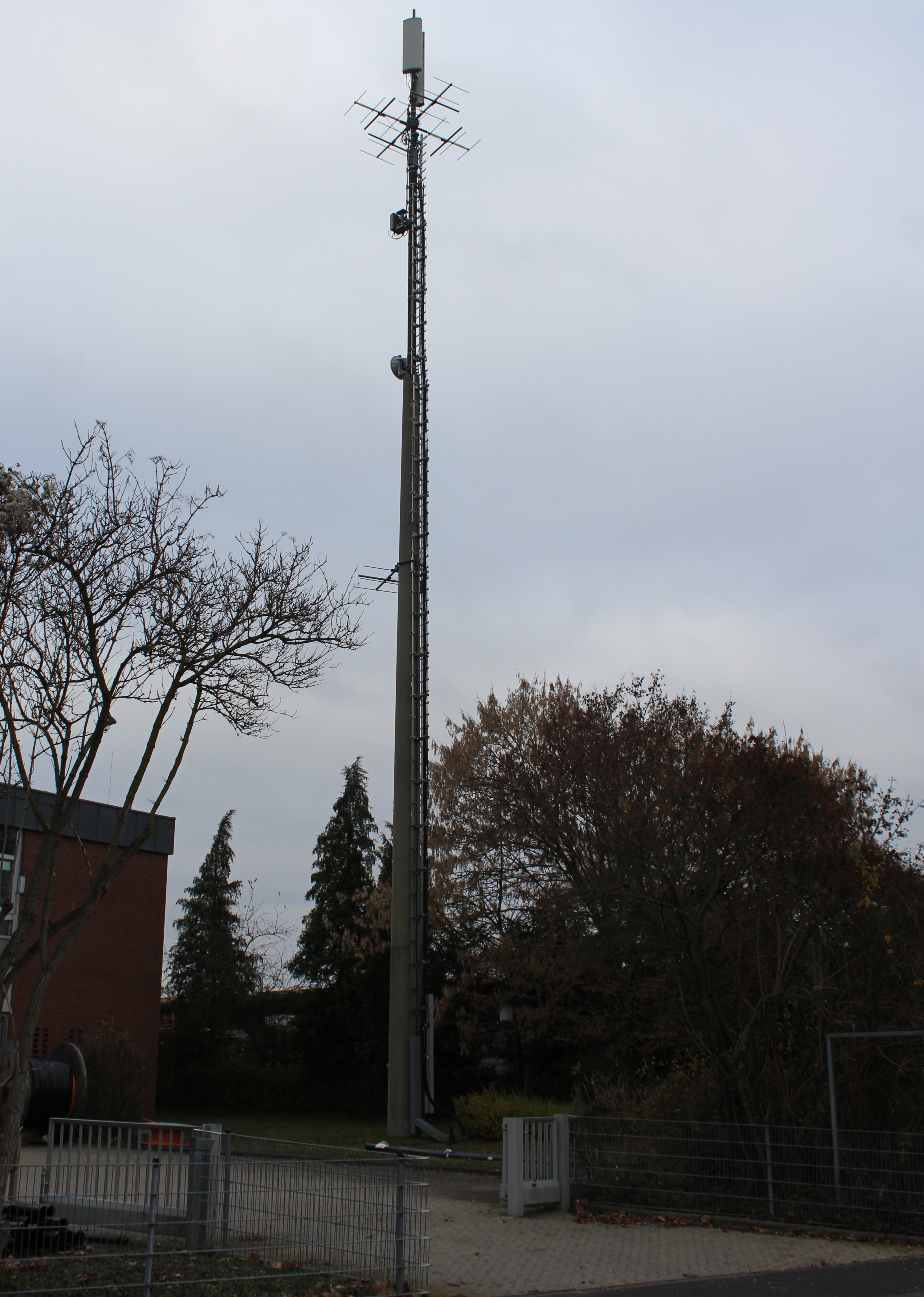
Sender Gerolzhofen

Im Industriegebiet Gerolzhofen-West existiert ein Sendeturm zur Verbreitung von „Radio Primaton“ auf 93,6 MHz mit 50 W ERP.

## Persönlichkeiten
- Lampert (Adelsgeschlecht), fränkisches Adelsgeschlecht, die Lampert stellten im Spätmittelalter mehrere Vögte in Gerolzhofen
- Michael von Münsterschwarzach († 1504), Abt von Kloster Münsterschwarzach
- Johannes Müller (1583–1648), Jurist, Gesandter zu den Verhandlungen (Westfälischer Friede 1648)
- Nikolaus Beuttner (vor 1592–nach 1610), deutscher Lehrer, Kirchendiener und Herausgeber eines katholischen Gesangbuchs
- Kaspar Brack († 1618), Abt von Kloster Ebrach
- Augustin Voit (um 1643–1704), Abt von Kloster Münsterschwarzach
- Januarius Schwab (1668–1742), Abt von Kloster Münsterschwarzach
- Wilhelm I. Sölner (1671–1741), Abt von Kloster Ebrach
- Hieronymus II. Held (1694–1773), Abt von Kloster Ebrach
- Georg Adelmann (1777–1865), Mediziner und Amtsarzt
- Benzion Kellermann (1869–1923), Philosoph
- Ludwig Derleth (1870–1948), Schriftsteller (Geburtshaus bezeichnet)
- Nikolaus Fey (1881–1956), Mundartdichter
- Wilhelm Heer (1894–1961), NSDAP-Kreisleiter von Gerolzhofen
- Georg Schäfer (1896–1975), Unternehmer, Kunstsammler und Ehrenbürger von Gerolzhofen
- Paul Pfeuffer (1929–2012), Politiker (CSU) und Ehrenbürger von Gerolzhofen
- Karola Gramann (* 1948), Filmwissenschaftlerin und Filmkuratorin
- Christiana Heidemann (* 1950), freischaffende Künstlerin
- Elmar Giemulla (* 1950), Jurist und Professor für Luftrecht
- Werner E. Gerabek (* 1952), Medizinhistoriker und Verleger
- Helmut Schwarz (1952–2022), Wirtschaftshistoriker und Leiter des Spielzeugmuseums Nürnberg
- Alexander Müller (* 1955), Soziologe und Politiker
- Winfried Stark (* 1955), Musiker, Gründer und Leiter der Original Steigerwälder
- Rudolf Kilian Weigand (* 1955), germanistischer Mediävist
- Roman Rausch (* 1961), Schriftsteller
- Pia Beckmann (* 1963), Politikerin (CSU), ehemalige Oberbürgermeisterin von Würzburg
- Johanna Schubert (* 1963), Schauspielerin
- Robert Grebner (* 1966), Informatiker, Präsident der Technischen Hochschule Würzburg-Schweinfurt
- Christoph Bördlein (* 1967), Psychologe
- Steffen Schreyer (* 1968), Dirigent und Kirchenmusikdirektor
- Hans Mattmann (1904–1992), Schneidermeister, war nach 1945 maßgeblich an der Entnazifizierung von der Stadt Gerolzhofen beteiligt. Gründungsmitglied des Ortsverbands Gerolzhofen der CSU, Stadtrat, Kreisrat, Ehrenvorstand Kolpingfamilie Gerolzhofen, Ehrenmitglied AUV Gerolzhofen. Träger des Bundesverdienstkreuzes. Träger der Goldenen Stadt Medaille Gerolzhofen.